# Cruz del Inglés

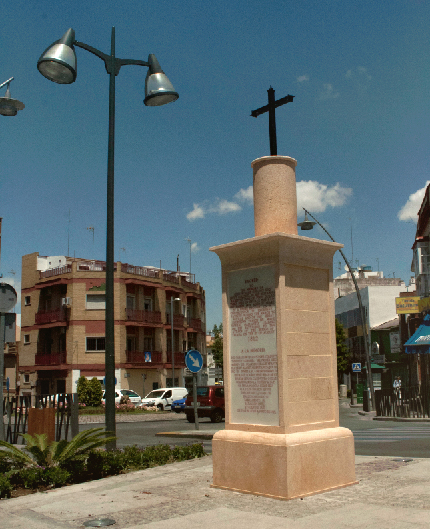
Monolito de la Cruz del Inglés.

La Cruz del Inglés es el nombre que recibe una confluencia de vías urbanas de la ciudad española de Alcalá de Guadaíra. El topónimo hace referencia a un antiguo humilladero allí existente al menos hasta el siglo XIX. 
Hasta el año 2012 la Cruz del Inglés solo fue un nombre popular que nunca estuvo recogido en el callejero oficial de Alcalá de Guadaíra. A iniciativa de la plataforma ciudadana La Cruz del Inglés 2012, se rotuló así a la glorieta existente en la intersección de las calles Arahal, Bailén, Madueño de los Aires, callejuela del Carmen y avenida Antonio Mairena, al mismo tiempo que se erigió un monolito al comienzo de la calle Arahal en recuerdo del lugar exacto donde estuvo situado el primitivo humilladero. 
El topónimo hace referencia a una cruz de término que se erigía en aquel lugar, situado hasta el siglo XIX a la entrada de la población, y que presidía la intersección de la carretera de Madrid a Cádiz (precedente de la N-IV) con el camino de Sevilla a Antequera (hoy, con diferente trazado, Autovía A-92). A los pies de esa cruz se enterró en septiembre de 1812 a un oficial del ejército británico llamado John Scrope Colquitt, que había muerto tras la liberación de Sevilla de la ocupación napoleónica. Desde entonces, para los habitantes de Alcalá de Guadaíra aquel humilladero y sus alrededores fueron conocidos como la Cruz del Inglés, incluso a pesar de que con el paso del tiempo tanto la cruz como la lápida funeraria que allí se colocó desaparecieron del lugar; y a pesar también de que la historia sobre el origen del topónimo cayera prácticamente en el olvido entre la población.

## Historia
El teniente coronel de Infantería John Scrope Colquitt, del primer regimiento de los Royal Foot Guards, formaba parte de las seis compañías del segundo batallón del mencionado regimiento que participaron en la toma de Sevilla el 27 de agosto de 1812. Tropas inglesas y portuguesas iban apoyando a las fuerzas españolas al mando del general Juan de la Cruz Mourgeón y Achet, que tenía como misión acabar con los dos años y medio de ocupación francesa en Sevilla. La acción más importante de la Batalla de Sevilla fue el ataque sobre el puente de barcas de Triana, que los franceses intentaban destruir para evitar que el ejército aliado alcanzase la ciudad en su avance desde el Aljarafe. A los pocos días de tomar Sevilla los ingleses se desplazaron a Alcalá de Guadaíra para controlar la villa, abandonada ya por los franceses en su huida hacia Granada. Sin embargo, el teniente coronel Colquitt no pudo ir junto a su compañía por permanecer convaleciente de unas fiebres que le sobrevinieron justo al concluir el ataque del Puente de Triana, posiblemente debidas a una epidemia de tifus que sufría la ciudad y agravadas por el debilitamiento físico producido por las continuas marchas a pie y el calor de aquellos días. El 4 de septiembre Colquitt fallece en Sevilla pero su compañía, por aquellos momentos destinada en Alcalá, reclama su cadáver para enterrarlo con un funeral según el rito anglicano y para rendirle honores militares. Al día siguiente, 5 de septiembre de 1812, los ingleses entierran a John Scrope Colquitt a las afueras de Alcalá de Guadaíra, bajo una cruz humilladero que se alzaba junto a la carretera hacia Carmona.
Se sabe que aquel humilladero estaba compuesto por un fuste cilíndrico de piedra alcoriza local coronada con una cruz de forja. Sir James Fellowes (c.1771-1857), jefe del departamento médico del ejército británico en España, se encontró de manera casual con el lugar donde había recibido sepultura su amigo John Scroope Colquitt. Así escribió aquella experiencia después de su servicio en la guerra: 

Poco después de que el ejército francés, bajo el Mariscal Soult, hubiese levantado el sitio de Cádiz, las tropas británicas abandonaron la ciudad y se dirigieron a Sevilla para unirse al resto de las tropas que ya habían ocupado la ciudad. Camino a Sevilla, visité Alcalá de los Panaderos. La ciudad está situada  un cerro y es sorprendente por su ubicación saludable y por los restos de una extensiva muralla y castillo moriscos, los cuales le dan un aspecto romántico. El lugar es más familiar para mí que para la mayoría de las otras personas, por unas circunstancias que se produjeron allí y que me dejaron, en esos momentos una impresión de melancolía: mientras examinaba su ubicación, me informaron que mi amigo y compañero de colegio, el teniente coronel John Colquitt de la infantería, había muerto en Sevilla y le habían llevado a Alcalá donde le enterraron unos pocos días antes de mi llegada. Visité el lugar y encontré la tumba, señalada sólo con una columna de piedra y una cruz, encima de un cerro a poca distancia del pueblo, en frente de la carretera de Carmona; más tarde levantaron un monumento con una lápida, un último tributo a la memoria de mi amigo.

Entre 1814 y 1815 el escocés John Downie, que también había participado heroicamente en el ataque del puente de Triana y que permaneció en Sevilla después de la guerra con el cargo de Alcaide de los Reales Alcázares, hizo colocar una lápida de mármol con un epitafio bilingüe en inglés y español sobre la tumba de su compatriota Colquitt que decía lo siguiente:

SACRED TO THE MEMORY OF 

JOHN SCROOPE COLQUITT ESQ.re
LIEVT. COLONEL IN HIS BRITANNIC 
MAJESTYS J.st. REG.t. OF FOOT GVARDS
WHODIED IN SEVILLE THE 5.TH OF
SEPTEMBER 1812 AGED 37 YEARS
OF A FEVEH BROVGHT ON IN
CONSEQVENCE OF EXCESSIVE
FATIGVE DVRING THE MARCHE TO
SEVILLE, AND OF THE GREAT
EXERCIONS WHICH HEMADE
WHILST GALLANTLY LEADING
ON HIS BATALION TO THE 
ATTACK OF THE BRIDGE OF
TRIANA, ON THE 27 OF AVGUST.

1812

```

```

A LA MEMORIA DE

JOHN SCROOPE COLQUITT, CABALLERO
TENIENTE CORONEL EN EL 1º REGIMIENTO
DE INFANTERÍA DE SU BRITÁNICA MAJESTAD
QUIEN MURIÓ EN SEVILLA EL 5 DE SEPTIEMBRE DE 1812
A LOS 37 AÑOS DE EDAD
DE UNA FIEBRE OCASIONADA POR UNA FATIGA EXCESIVA 
DURANTE LA MARCHA A SEVILLA
Y POR LOS GRANDES ESFUERZOS REALIZADOS
AL DIRIGIR SU BATALLÓN EN EL ATAQUE
EN EL PUENTE DE TRIANA EL 27 DE AGOSTO DE

1812

En 1817 Downie mandó trasladar los restos y la lápida de Colquitt desde el humilladero de la Cruz del Inglés a la huerta del convento de San Francisco de Alcalá. Entre 1821 y 1823, tras la expulsión de los franciscanos del convento y para evitar que la lápida fuese expoliada, se trasladó ésta al hospital de San Ildefonso (edificio que alberga actualmente al Ayuntamiento de Alcalá de Guadaíra), aunque de allí terminó desapareciendo. Con el tiempo el humilladero también desapareció y aquel cruce de caminos a las afueras de la población se convirtió a finales del siglo XIX en una intersección de calles y travesías urbanas. A pesar de que dejaron de existir los elementos que apoyaban el topónimo, el lugar siguió conociéndose en la tradición popular como la Cruz del Inglés, incluso a pesar de que a partir de la década de 1940 se hiciera cada vez más frecuente referirse a él como Los Cuatro Caminos, nombre con el que se rotuló un bar restaurante muy popular y que hacía referencia a su situación en el estratégico cruce de las dos carreteras que por entonces atravesaban el casco urbano de Alcalá de Guadaíra: La comarcal C-432 Llerena-Utrera (en la que se incluía el tramo entre Carmona y Utrera, vía Alcalá, que había dejado ya de ser parte de la carretera oficial de Madrid a Cádiz en beneficio de la N-IV) y la carretera nacional N-334 o carretera de Sevilla a Málaga.  
En 2010 surgió una iniciativa ciudadana para recuperar y poner en valor el topónimo de la Cruz del Inglés, investigando sobre su origen y promoviendo la construcción de un monumento que recordase al primitivo humilladero y a la lápida del soldado enterrado a sus pies. Milagrosamente
se localizó la lápida original en el cementerio anglicano de Sevilla, colocándose una réplica en el monumento que se levantó en el mismo sitio donde fue enterrado John Scrope Colquitt en 1812. La nueva Cruz del Inglés fue concebida como un sencillo monolito compuesto por un pedestal de inspiración clásica que integrara verticalmente a la réplica del epitafio en una de sus caras. El pedestal envuelve el fuste de una columna que asoma en su parte superior, como referencia a la columna que formaba parte del antiguo humilladero, y sobre la columna descansa una cruz metálica que también recuerda a la que pudo ser la primitiva cruz de forja. En otra de las caras del pedestal aparece una lápida de mármol de las mismas características que la réplica del epitafio de Colquitt y que recoge el siguiente texto:

AL PIE DE LA CRUZ QUE AQUÍ EXISTIÓ EN OTRO 

TIEMPO RECIBIERON UN DÍA SEPULTURA LOS
RESTOS MORTALES DE
JOHN SCROPE COLQUITT
(LIVERPOOL, 31 DE MARZO DE 1775 – SEVILLA, 5 DE SEPTIEMBRE DE 1812)
TENIENTE CORONEL DE LA INFANTERÍA BRITÁNICA 
QUE PARTICIPÓ JUNTO A ESPAÑOLES Y 
PORTUGUESES EN LA LIBERACIÓN DE SEVILLA DE 
LA OCUPACIÓN NAPOLEÓNICA EL 27 DE AGOSTO DE 
1812. SIENDO PARTICULARMENTE DESTACADO SU 
ARROJO EN EL ATAQUE AL PUENTE DE TRIANA, 
MURIÓ ALGUNOS DÍAS DESPUÉS Y SU CUERPO FUE 
TRASLADADO A ESTA LOCALIDAD DE ALCALÁ DE 
GUADAÍRA PARA SER ENTERRADO DONDE POR 
ENTONCES SE HALLABA SU BATALLÓN. 
EL RECUERDO DEL FUNERAL ANGLICANO AL QUE 
SUS COMPAÑEROS DE ARMAS RINDIERON HONORES 
MILITARES Y LA COLOCACIÓN DE UNA LÁPIDA 
BILINGÜE JUNTO AL VIEJO HUMILLADERO, 
HICIERON QUE, A PESAR DE LA POSTERIOR 
DESAPARICIÓN DE AMBOS ELEMENTOS ASÍ COMO 
EL TRASLADO DE LOS RESTOS, ESTE LUGAR FUERA 
CONOCIDO POR LOS ALCALAREÑOS DESDE 
ENTONCES COMO
LA CRUZ DEL INGLÉS.
EN EL BICENTENARIO DE AQUELLOS HECHOS Y PARA PERPETUAR 
MATERIALMENTE TAN SINGULAR TOPÓNIMO, LA CIUDAD DE ALCALÁ DE 
GUADAÍRA ERIGIÓ ESTE MONUMENTO, CELEBRANDO ASÍ MISMO QUE LOS 
PUEBLOS QUE AYER SEENFRENTABAN EN UNA TERRIBLE GUERRA DISFRUTAN 
HOY FELIZMENTE DE LA PAZ, LA CONCORDIA Y LA UNIÓN. 

5 DE  MAYO DE 2012

El monolito fue inaugurado el 5 de mayo de 2012 en un acto que contó con la participación de una corneta de la Guardia Real británica y de una representación de los descendientes de la familia Colquitt.